# Sorbey, Meuse
Sorbey là một xã trong vùng Grand Est, thuộc tỉnh Meuse, quận Verdun, tổng Spincourt. Tọa độ địa lý của xã là 49° 23' vĩ độ bắc, 05° 34' kinh độ đông. Sorbey nằm trên độ cao trung bình là 250 mét trên mực nước biển. Xã có diện tích 12,42 km², dân số vào thời điểm 2005 là 187 người; mật độ dân số là 14,8 người/km².